# 東福寺 (所沢市)
東福寺（とうふくじ）は、埼玉県所沢市にある真言宗豊山派の寺院。

## 歴史
750年（天平勝宝2年）、行基によって開山された。
当寺の古い記録が乏しいため、歴代住職は「当山先師の塔」の内で一番古い「俊海」（江戸時代前期）から数えることになっている。
当寺には、「守護観音」と称する高さ約15メートルの観音菩薩立像がある。

## 文化財
- 木造阿弥陀如来坐像（所沢市指定文化財 昭和33年10月25日指定）[3]
- 両界曼荼羅（所沢市指定文化財 昭和60年1月25日指定）[4]

## 交通アクセス
- 東所沢駅より徒歩10分。